# Спорт в Карелии
В Карелии в настоящее время занимаются 58 видами спорта, наиболее распространёнными и популярными являются футбол, мини-футбол, баскетбол, лыжные гонки, аэробика, шахматы, самбо, бокс, настольный теннис.
Базовыми видами спорта с 2022 г. являются бокс, гребной спорт, лёгкая атлетика, спортивная гимнастика, тхэквондо, биатлон, лыжные гонки, киокусинкай, спортивное ориентирование, ушу, фитнес-аэробика.
Проводятся Народный лыжный праздник Карелии, фестиваль спортивных игр «Онежские старты», чемпионат и кубок России по авторалли в Лахденпохском районе, Международная парусная регата крейсерских яхт «Онего».
За историю карельского спорта подготовлено 9 заслуженных мастеров спорта, 24 мастера спорта международного класса, более 600 мастеров спорта России. За особые заслуги в области спорта присуждаются звания заслуженного работника физической культуры Республики Карелия, заслуженного тренера Республики Карелия.
Спортсменами-олимпийцами — уроженцами Карелии являются Ф. Терентьев, Л. Лазутина, Е. Медведева-Арбузова (лыжные гонки), Н. Гусаков, М. Артюхов, В. Копаев (лыжное двоеборье), П. Коваленко, Ю. Калинин, Ю. Иванов (прыжки на лыжах с трамплина), В. Постоянов (пулевая стрельба), С. Хлебников (конькобежный спорт), А. Макеев (баскетбол), Н. Аксёнов (академическая гребля), В. Драчёв, В. Сашурин (биатлон) А. Баландин (спортивная гимнастика), А. Максимова (художественная гимнастика), А. Моруев (метание копья), В. Ларин (тхэквондо).
Чемпионом Европы по игре в го является петрозаводчанин В. Богданов, чемпионкой СССР по биатлону В. Шкурбало.
24 января 1936 года проходила первая Всекарельская лыжная спартакиада.
В Карелии проводится ежегодный международный турнир по боксу имени П. Я. Ятцерова.
В 2019 г. в городе Кондопога открыто первое государственное училище олимпийского резерва, одним из главных направлений обучения которого является «Хоккей с шайбой». Воспитанники училища играют в команде СКА-ГУОР Карелия (с сезона 2024/2025 — «Хорс Карелия») в НМХЛ, с 2022 г. — в МХЛ и ГУОР-Карелия в СХЛ Спб в 2020 г., СКА-ГУОР Карелия в ЮХЛ с 2021 г.. С января 2023 г. в училище открыто отделение футбола, команда училища выступает на соревнованиях Объединения федераций футбола «Северо-Запад»
В 2019 г. в Карелии создана первая женская любительская хоккейная команда «Вега», выступающая в Ночной лиге женского хоккея.
С 2019 г. в Петрозаводске проводятся этапы кубка мира по зимнему плаванию. Петрозаводчанин, мастер спорта СССР по морскому многоборью И. Лукин является 14-кратным чемпионом мира по зимнему плаванию.
Петрозаводск является традиционным местом проведения чемпионатов России по полиатлону.
В 2019 г. в г. Сортавале был открыт трамплин для прыжков на лыжах К-25.
Команды футболистов Спортивной школы № 7 г. Петрозаводска участвуют в российских и международных соревнованиях по футболу. С 2021 г. СШ-7 участвует в соревнованиях Юношеской футбольной лиги Северо-Запада России.
Сборные Карелии по флорболу участвуют в российских соревнованиях.

## Организации
Физическая культура и спорт в Карелии находится в ведении Министерства образования и спорта Республики Карелия.
Большинство спортивных федераций Республики Карелия находятся в Петрозаводске, в том числе федерации автомобильного спорта, аэробики, баскетбола, бокса, спортивного бильярда, спортивного боулинга, волейбола, вольной борьбы, гиревого спорта, игры го, дзюдо, каратэ-до, каратэ Кёкусинкай IFK (Международная Федерация карате), кендо и иайдо, кикбоксинга и тайского бокса, конного спорта, конькобежного спорта, лёгкой атлетики (две федерации), лыжных гонок, настольного тенниса, парусного спорта, плавания, самбо и дзюдо, спортивной гимнастики, спортивного ориентирования, танцевального спорта, тенниса, спортивного туризма, тхэквондо (ITF — Международная Федерация Тхэквондо, WTF — Всемирная Федерация тхэквондо), ушу, флорбола, футбола, хоккея, художественной гимнастики, регби, полиатлона, триатлона, городошного спорта, рыболовного спорта, нард.

Легкоатлетический манеж в Петрозаводске

В 2012 г. в городе появилась Карельская Федерация Американского футбола и Петрозаводская команда «Karelian Gunners» («Карельские Оружейники»), участвующая в соревнованиях в рамках Восточно-Европейской суперлиги.

## Спортивные школы
- Спортивная школа Олимпийского резерва № 1
- СШОР № 3 им. Е. В. Эховой
- СШОР-5 Петрозаводск
- ДЮСШ-6 г. Петрозаводска
- ДЮСШ-7 Петрозаводска
- МОУ ДО ДЮСШ Прионежского муниципального района
- Детско-юношеская спортивная школа № 2 г. Костомукши
- Олонецкая ДЮСШ
- Спортивная школа олимпийского резерва им. А. П. Шелгачева г. Кондопога
- Районная детско-юношеская спортивная школа г. Пудожа
- Лоухская спортивная школа им. Ю. А. Старостина
- Калевальская РДЮСШ
- Пряжинская районная детско-юношеская спортивная школа

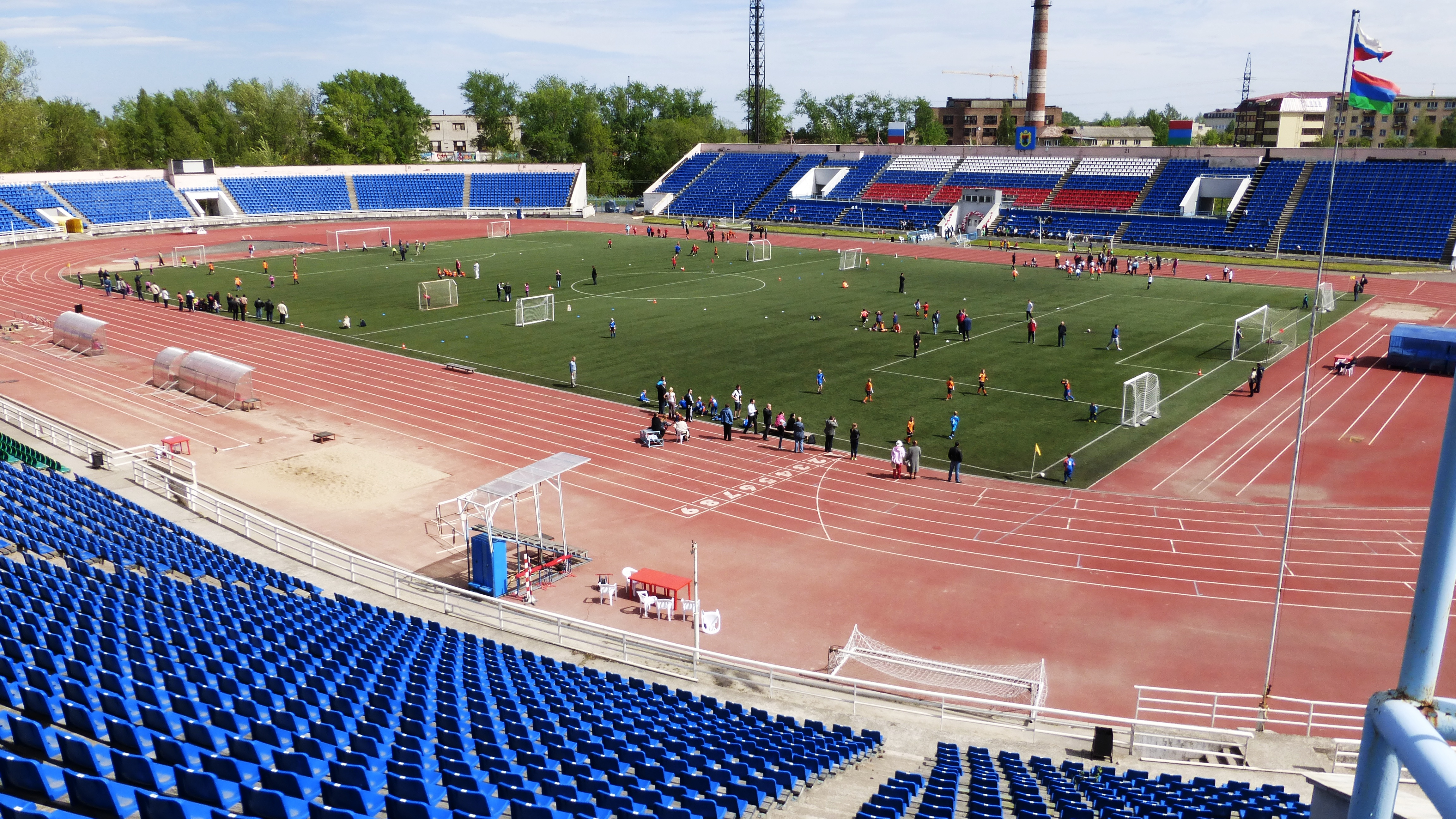
Стадион Спартак в Петрозаводске

## Спортивные сооружения и учреждения
В Карелии насчитывается около 1500 спортивных сооружений, в том числе
- Региональный центр спортивной гимнастики имени С. Загорских[35]
- Физкультурно-оздоровительный комплекс с плавательным бассейном «Онего»
- Бассейн «Н2О» в г. Петрозаводске
- Развлекательный центр «Горка»
- Дом физкультуры в г. Петрозаводске. Современное здание построено в 1957 г.[36]
- Спортивный комплекс «Луми». В ведении Дирекции спортивных сооружений и спортивной подготовки г. Петрозаводска[37]
- Дворец спорта «KORAL»
- Дом бокса имени Леонида Левина
- Врачебно-физкультурный диспансер[38]
- Государственное унитарное предприятие Республики Карелия «Водно-спортивный центр» г. Петрозаводск
- РСК «Курган»
- Центральный республиканский стадион «Спартак». В ведении Центра спортивной подготовки[39]
- Стадион «Юность» в г. Петрозаводске
- Футбольный комплекс «Мега» в г. Петрозаводске[40]
- Стрелковый тир «Динамо» в г. Петрозаводске[41]
- Стадион в Сортавале
- Конькобежный стадион в Сортавале
- Физкультурно-оздоровительный комплекс с бассейном в Сортавале
- Дворец спорта в Кондопоге
- Бассейн в Кондопоге
- Спортивный зал «Молодежный центр» в Сегеже
- Спорткомплекс в Сегеже
- Стадион в Сегеже
- ФОК г. Костомукши — Лыжный комплекс «Костомукша»
- Зал бокса в Костомукше
- Стадион в Костомукше

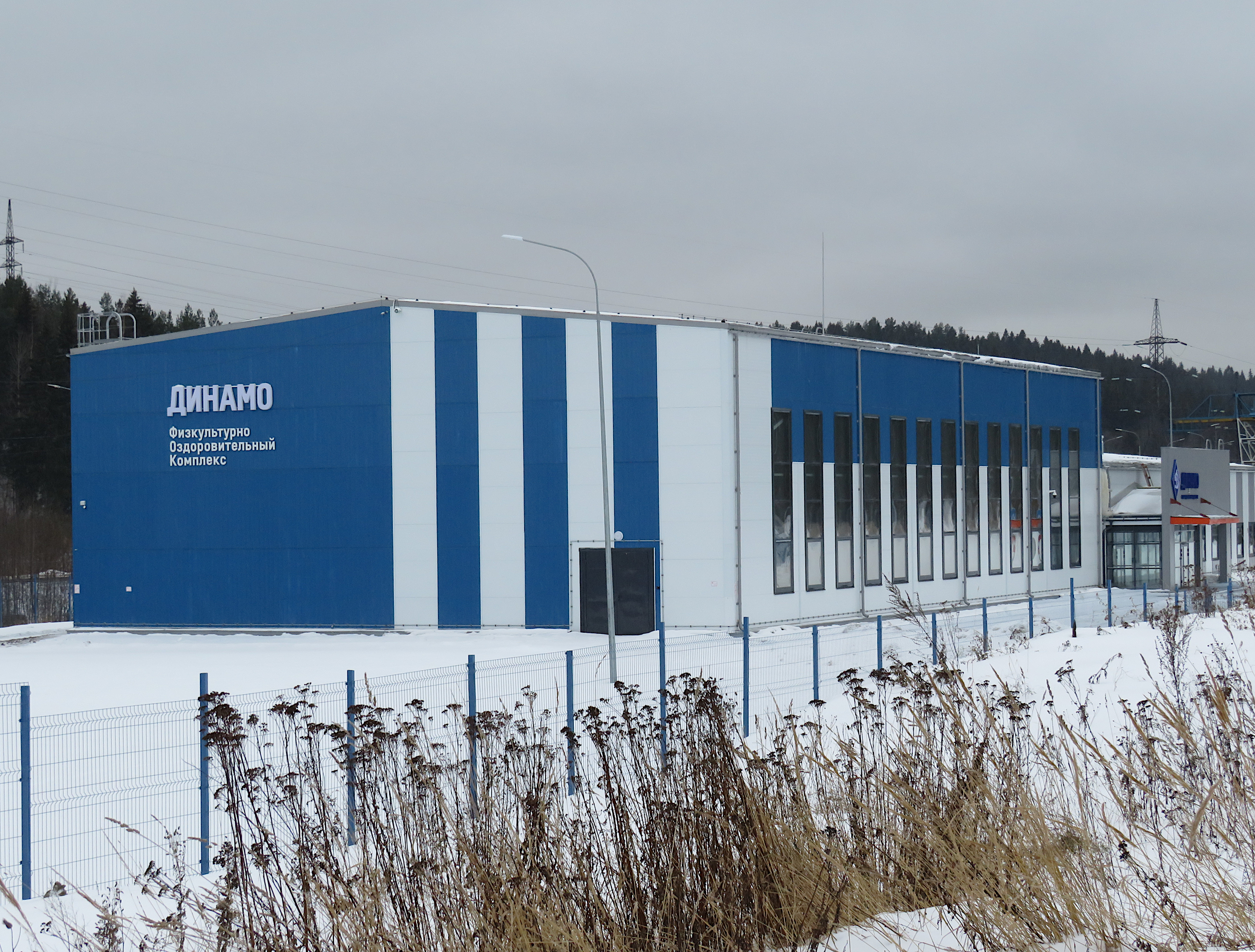
ФОК Динамо в Петрозаводске

- Горнолыжный открытый комплекс в Медвежьегорске
- Стадион в Медвежьегорске
- Ледовая арена «Кемь»[42]
- ФОК с бассейном (Питкяранта)
- ФОК с бассейном (Сортавала)[43]
- Стадион в Беломорске[44]
- Физкультурно-оздоровительный комплекс в Суоярви
- Трамплин К-10 в Сортавале
- Стадион «Кристалл» и спорткомплекс в Пяозерском
- Горноспортивный центр «Ялгора»[45]
- Горнолыжная база «Lumi» с. Спасская Губа[46]
- Многофункциональная спортивная площадка «МБУ ДО Пудожская ДЮСШ»
- Музей истории карельского спорта. Основан в 1993 г. (Петрозаводск, спорткомплекс «Курган»).
- Картодром в г. Петрозаводске. построен в 1988—1989 гг.[47].
- Легкоатлетический манеж Петрозаводского государственного университета. Открыт 25 января 2024 г. Предназначен соревнований по мини-футболу, гандболу, баскетболу, волейболу, бадминтону, теннису, боксу, борьбе, легкой атлетике[48].

## История
Первые состязания и спортивные организации повились на территории края в 1910-х гг. Ещё в 1909 г. в Петрозаводске проводились состязания конькобежцев. В 1914 г. было основано Петрозаводске спортивное общество. В предвоенное время был организован клуб любителей спорта г. Кеми.
В 1920 г. Г. Остен-Сакен основал спортивное общество «Яхт-клуб», помимо парусного спорта культивировавшего лыжный, конькобежный спорт, лёгкую атлетику.
24 мая 1920 г. был проведён Праздник спорта Всевобуча в г. Пудоже — впервые состоялись состязания по легкой атлетике, игры в футбол и баскетбол.

24-29 июля 1920 г. прошла I Губернская спортивная Олимпиада г. Петрозаводска, были проведены соревнования по лёгкой атлетике, футболу и баскетболу.
В 1922 г. был образован Петрозаводский клуб любителей спорта. В 1922 г. было открыто временное бюро физкультуры при Карельском областном Всевобуче, в которое вошли также представители комсомола и спортсмены-любители.
Спортцентр Карелии под руководством деятеля сокольского движения Б. В. Эргардта проводил состязания конькобежцев, лыжников, футболистов.
7 ноября 1922 г. был открыт Дом физкультуры в камерном театре г. Петрозаводска (бывший братский дом).
14 июля 1922 г. в г. Петрозаводске были впервые проведены соревнования по прыжкам в воду, плаванию, гонки вельботов, игра в водное поло мужских и женских команд РКСМ.
В 1920 г. были образованы футбольная и баскетбольная команда г. Олонца.
11 сентября 1923 г. общества «Сокол» и «Яхт-клуб» были распущены и открыты отделения общества «Спартак».
В 1923 г. была организована футбольная команда в Сороке (ныне — Беломорск), в которой играли 10 братьев Егоровых (в дальнейшем — «Энтузиаст»), команда неоднократно становилась призёром карельских соревнований по футболу.
28 января 1926 г. на катке Партпрофклуба состоялся первый матч по русскому хоккею между сборной чемпионов по коньковому спорту г. Петрозаводска и командой допризывников.
27 июля 1926 г. на железнодорожной спортплощадке г. Петрозаводска состоялся первый гандбольный матч в г. Петрозаводске между вновь организованными командами Рабпрос и железнодорожниками (также существовали команды «Военный уголок», «Профклуб»).
13 июля 1927 г. в Петрозаводске впервые состоялись велосипедные соревнования на тихий ход и дистанцию 6 1/2 км.
24-29 июля 1920 г. в г. Петрозаводске прошла первая олимпиада Карелии по летним видам спорта: футболу, баскетболу и легкой атлетике между любителями и допризывниками.
С 1929 по 1933 гг. в Карелии культивировался пушбол, имелось несколько команд. Особенно активно пушбол был развит в Медвежьегорске, где с 1936 по 1941 гг. существовала сильная пушбольная команда «Динамо».
В 1930-х гг. был популярен бейсбол, привезённый переселенцами из США и Канады.
. Сборная команда Петрозаводска по бейсболу стала чемпионом СССР в 1934 г..
В 1930 г. в г. Петрозаводске состоялось первое первенство города по волейболу.
12 февраля 1933 г. в городе Петрозаводске состоялся Всекарельский зимний физкультурный праздник. Прошёл парад, в котором приняли участие около трех тысяч лыжников.
В г. Кеми открыт стадион «Динамо».
В 1933 гг. чемпионкой СССР по лыжным гонкам становилась М. Минина, представлявшая Карелия (Динамо).
6 августа 1934 г. была построена плавательная станции у плотины первой городской электростанции в г. Петрозаводске, при станции были солярий и пятиметровая вышка для прыжков.
В 1934 г. Ю. Паакки создал в Карелии первую секцию по боксу. В 1935 г. Ю. Паакки занял первое место в легчайшем весе, полутяжеловес В. Енкель второе, тяжеловес В. Веса третье.
В 1935 г. состоялось первое официальное первенство Карелии по баскетболу, чемпионами стала команда Онегзавода.
В декабре 1935 г. Высшим советом физкультуры Карелии был сооружен учебный трамплин для прыжков на лыжах на Кургане в г. Петрозаводске.
18 июня 1936 г. была открыта водная станция «Динамо» в г. Петрозаводске, на базе которой проводились соревнования по плаванию, в послевоенное время действовала водная станция «Искра», проводились соревнования по гребле.
6 июля 1936 г. был дан старт велопробегу карельских спортсменов Леонтьева, Сазонова, Стрыгина и Шатунова по маршруту Сочи — Севастополь — Днепропетровск — Москва, завершившемуся в конце июля.
В июле 1936 г. на Всесоюзных соревнованиях «Спартака» по французской борьбе в Тифлисе карельский спортсмен Канерво занял 1 место, Кокко — второе..
12 мая 1937 г. был проведён традиционный весенний кросс им. Шверника в г. Петрозаводске.
В июне 1937 г. в Карельской АССР было открыто новое добровольно-спортивное общество «Карельский охотник».
В 1941 г. в Карелии состоялся первый народный лыжный праздник 23-25 февраля 1941 г..
16 июля 1944 г. в Кеми состоялся большой спортивной праздник прошли соревнования по лёгкой атлетике, баскетболу и волейболу, 17 июля 1944 г. состоялся футбольный матч между командами «Локомотив» (Кемь) и Красной Армии, в котором со счётом 2:6 победили последние.
В 1947 г. на юношеском первенстве страны в Москве команда боксёров под руководством П. Г. Ятцерова заняла 8-е место.
В 1953 г. конькобежцы КФССР выиграли традиционный мат 6-ти братских республик (УССР, БССР, Литовской ССР, Латвийской ССР, ЭССР и КФССР).
Среди командных видов спорта наиболее был развит футбол, хоккей с мячом, волейбол и баскетбол. Команды КФССР как представители союзной республики участвовали в соревнованиях на уровне СССР.
В 1953 г. в кубке СССР по волейболу 1950 г. участвовал «Спартак» (Петрозаводск) (дошёл до 1/8 финала). В чемпионатах 1949 г. Сборная Петрозаводска заняла 23 место, 1950 г. ДО (Петрозаводск) заняло 21 место, 1953 ДО Петрозаводск — 22 место.
В Чемпионатах СССР среди женщин по волейболу 1946 г. «Локомотив» Петрозаводск занял 16 место, 1949 г. ДО Петрозаводск занял 18 место, в 1950 «Динамо» Петрозаводск — 18 место. В 1951 г. женские команды ДСО «Медик», в 1952 г. ДФСО «Спартак» участвовали в первенстве СССР.
В 1955 г. сборная КФССР по волейболу участвовала во всесоюзных соревнованиях в Сталинграде.
С 1986 г. в г. Кондопоге проводится турнир по волейболу имени Героя Советского Союза В. М. Филиппова.
В чемпионате СССР по баскетболу 1946 БК «Петрозаводск» занял 10 место во второй группе.
В 1948 г. первенстве СССР по баскетболу участвовал ДСО «Большевик» (Петрозаводск).
В 1952 г. баскетболисты ДСО «Наука» и баскетболистки ДСО «Медик» под руководством тренера С. В. Клодт участвовали во всесоюзном первенстве в г. Ереване.
В 1954 г. во всесоюзных соревнованиях по баскетболу участвовала сборная КФССР.
Впервые в послевоенные годы в республике начал культивироваться хоккей с шайбой. Чемпионом КФССР в это время становилось «Динамо» (Петрозаводск), призёрами были ОДО, «Красная Звезда», в/ч «Пески», «Наука», «Спартак».
В марте 1949 г. в Петрозаводске на городском стадионе прошло первое масштабное соревнование по хоккею с шайбой — розыгрыш всесоюзного первенства ДСО «Спартак» по хоккею с шайбой, в которых победили хоккеисты Белорусской ССР, а сборная Карело-Финской ССР заняла восьмое место.
В 1951 г. команда по хоккею с шайбой «Спартак» из Петрозаводска дебютировала в кубке СССР по хоккею с шайбой 1951 «Спартак» Петрозаводск до 1/16 финала.
В кубке СССР по хоккею с мячом в 1949 г. сборная Петрозаводска победила киевский «Медик» и уступила архангельскому «Воднику».
В 1950 г. в Чемпионате СССР по хоккею с мячом впервые приняла участие петрозаводская команда «Локомотив», в дальнейшем КФССР представляла команда ОДО.

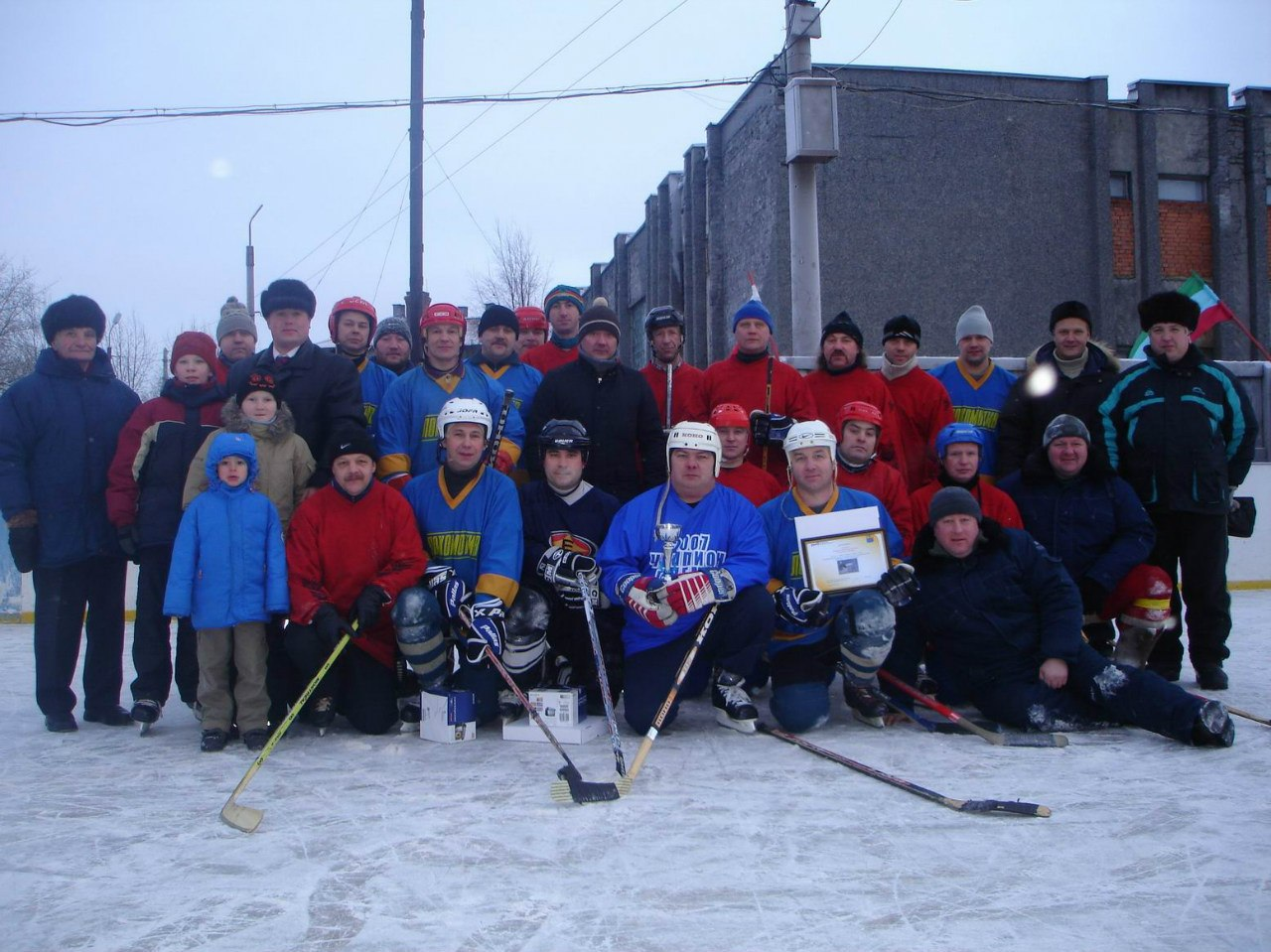
Турнир по ринк-бенди памяти Тотиева И. Ю. в Кемском районе. 2010 год

Первым победителем кубка КФССР по футболу стал учебный отряд Северного флота в 1940 г. Во время Великой Отечественной войны в г. Беломорске команда краснофлотцев участвовала в товарищеских встречах по футболу, в том числе в августе 1943 г. обыграла местную команду «Динамо». В июне 1944 г. на беломорском стадионе «Динамо» состоялась товарищеская игра динамовцев с командой Красной Армии, в которой победили динамовцы.
Карельские футбольные команды с 1949 г. участвовали в кубках СССР по футболу:
- Кубок СССР по футболу 1949 — 1/64 финала Динамо (Петрозаводск)
- Кубок СССР по футболу 1950 — 1/64 финала Локомотив (Петрозаводск)
- Кубок СССР по футболу 1951 — 1/32 финала Красная звезда (Петрозаводск) и Локомотив (Петрозаводск)
- Кубок СССР по футболу 1952 — 1/64 финала ДО (Петрозаводск)
- Кубок СССР по футболу 1953 — 1/32 финала — Динамо(Петрозаводск)
- Кубок СССР по футболу 1954 — 1/32 финала Красная звезда (Петрозаводск)
- Кубок СССР по футболу 1955 — Зона 4 1/4 финала ОДО (Петрозаводск)

После преобразования Карело-Финской ССР в Карельскую АССР спортсмены республики выступали отдельной командой на I, II, III Спартакиадах РСФСР.
Продолжил развиваться лыжный сорт, в 1966 г. была открыта детско-юношеская спортивная школа по лыжному спорту, подготовившая многих известных карельских спортсменов.
Воспитанниками карельского спорта являются выдающие советские спортсмены конькобежец Сергей Хлебников, прыгун с трамплином Юрий Иванов, лыжница чемпион Европы Ольга Водолазова (Рокко), стрелок из винтовки Валерий Постоянов, трехкратный призёр СССР, двукратный чемпион РСФСР по боксу Анатолий Куриков, призёр чемпионатов СССР и России по настольному теннису Сергей Андрианов, призёр чемпионатов СССР по лёгкой атлетике Владимир Титов.
В Карельской АССР развивался бокс. В 1958 г. Станислав Прошутинский стал чемпионом РСФСР по боксу. Ленинская правда. 1958. 25 ноября.
В 1966 году в Петрозаводске была открыта детско-юношеская спортивная школа по боксу. В 1972 г. в Петрозаводске по инициативе и при участии заслуженного тренера по боксу СССР Л. Г. Левина был построен Дом бокса.
С 1977 г. проводится Международный турнир по имени П. Я. Ятцерова.
В 1954 г. в г. Петрозаводске прошёл чемпионат СССР по тяжёлой атлетике.
С 1960 г. в Карелии культивируется лапта. Карелия участвовала в матчевой встрече с 12-ти сильнейшими командами России в г. Владимире в августе 1960 г. В первенстве города Петрозаводска, проходившем на спортивной площадке на Рыбке участвовали команды учебных заведений. С 2000-х гг. возрождаются старинные командные игры песапалло и карело-финские городки — кююккя.
В 1967 г. команда Петрозаводского университета по скиорингу заняла первое место на соревнованиях прибалтийских республик, в 1969 г. выиграла гонки на приз "Русская зима.
С 1977 г. проводятся спортивные праздники «Онежские старты». В 1970—1980-х годах проводились лыжные праздники «Лыжня Антикайнена», «Лыжня Фёдора Терентьева» (с 1980 г., Медвежьегорский район), развивался буерный спорт.
В 1976 г. в г. Петрозаводске был проведён Чемпионат РСФСР по лыжным гонкам.
В 1980-х традиционным был массовый лыжный фестиваль в г. Петрозаводске «Снежное Онего».
С 1982 г. проводится традиционный легкоатлетический пробег Орзега-Петрозаводск, посвященный памяти сотрудников НКВД КФССР, погибших при обороне столицы Карелии. С 1978 г. в г. Петрозаводске проводится пробег имени Ф. В. Манасеева на 10 км. С мая 1985 г. действует клуб любителей бега «Айно» в г. Петрозаводске.
С 1991 по 2000 гг. в Карелии и Финляндии международная сверхмарафонская круглосуточная эстафета «Карельское Кольцо» Каяни — Петрозаводск — Каяни. С 1979 г. проводился сверхмарафон Марциальные воды Петрозаводск (55 км), посвященный врачу — первому организатору пробега А. Ф. Кораблеву.
С 1964 г. проводятся соревнования по гребле — Ладожская регата.
Традиционными были соревнования крейсерских яхт на кубок Онежского озера. Онежская регата впервые проведена в 1972 г.
В Куркиёки проводится открытое первенство по академической гребле в п. Куркиеки памяти А. С. Федорова. Популярным являлась регата на озере Контокки в г. Костомукше.
В 1970 г. в г. Петрозаводске проведен кубок СССР по легкой атлетике в г. Петрозаводске, в 1976 г. — чемпионат РСФСР по лыжным гонкам, в 1965 г. Первенство РСФСР по хоккею с мячом.
В 1944 г. в Петрозаводске открыта спортивная школа № 1 по спортивной гимнастике. Большой вклад в развитие спортивной гимнастики в Карелии внесли тренеры С. Г. Загорских, Л. Ф. Кенарева.
В 1974 гг. открыта Петрозаводская специализированная детско-юношеская спортивная школа № 2. Под руководством Н. Я. Липниной её воспитанницы завоёвывали призовые места на всесоюзных соревнованиях по художественной гимнастике.
В Карельской АССР культивировался настольный теннис. По инициативе П. Н. Рявкина была создана секция по настольному теннису по Петрозаводском доме офицеров. В Карельской АССР проводился традиционный турнир по настольному теннису на приз Госкомитета по телевидению и радиовещанию Карельской АССР. Семь раз становилась первой ракеткой Карельской АССР Е. Кузнецова (Корнышова).
В 1980-х гг. проводился Турнир по теннису на приз Союза журналистов Карельской АССР. Регулярно проводились турниры имени Героев Советского Союза Петра Михайловича Петрова, Николая Репникова. С 1971 г. проводится турнир «Юный Онежец».
Популяризатором бандминтона с 1957 г. в Карелии был актёр Н. О. Рубан.
С 1978 г. в г. Петрозаводске проводится соревнование стрелков имени Постоянова проводится с 1978 г.. В 1986 г. проведено первое лично-командное первенство КАССР по гиревому спорту.

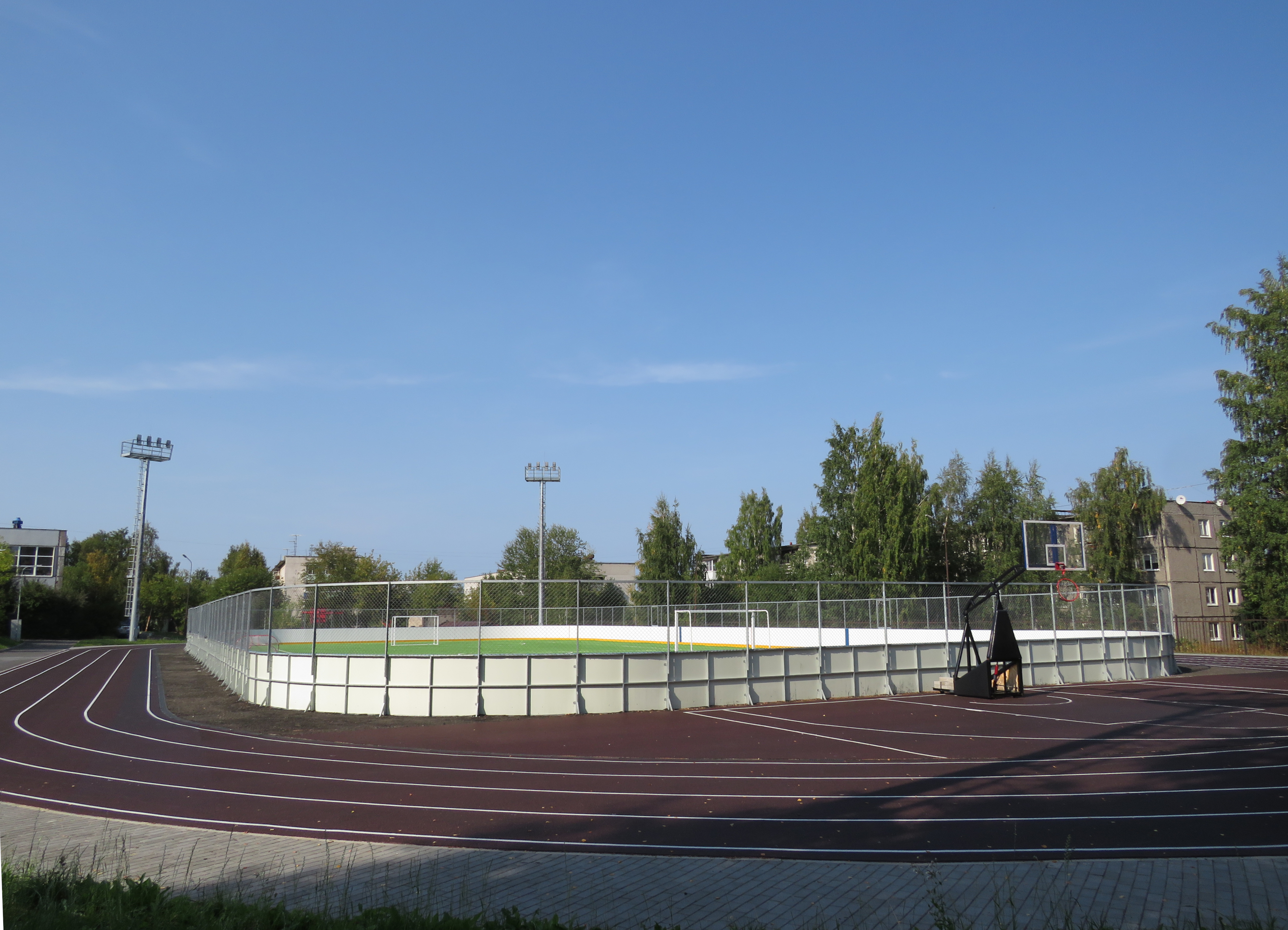
ФОКОТ в Петрозаводске

В июле-августе 1966 г. в г. Петрозаводске был проведён Второй женский международный турнир по шахматам.
Игра го культивируется в Карелии с 1979 г..
В 1960 г. в Карельской АССР был возрождён гандбол, вскоре ставший одним из наиболее популярных и развитых командных видов спорта в республике.
Женская гандбольная команда «Спартак» (в 1980 г. переименованная в «Онежец») на протяжении десятков лет до 1987 г. выступала в классе А первенства РСФСР.
Мужская сборная Карелии по гандболу — с 1975 г. участвовала в соревнованиях в классе Б Первенства РСФСР (с 1979 по 1985 гг. — в классе А).
Кубок автономных республики РСФСР по гандболу прошёл в Петрозаводске в 1982 г. В 1975 г. в г. Петрозаводске прошёл международный молодёжный турнир гандболисток в Петрозаводске.
Сборная Карельской АССР по футболу участвовала в спартакиаде РСФСР, кубке автономных республик.
Футбольная команда «Онежец» с 1961 г. по 1970 г. играл в чемпионате СССР в Классе «Б». Лучшее достижение карельских команд во второй лиге первенства России — 2-е место в 5-й зоне Второй лиги в 1993 г.
Любительские клубы — представители Карелии играли в чемпионате коллективов физической культуры. Наибольших успехов достигли в 1957 г. ОСК (Петрозаводск) завоеваший первое место на зональных соревнованиях на первенство РСФСР среди КФК, в 1958 г. «Динамо» (Петрозаводск) — победитель 9 зоны среди команд КФК, ФК ПЛМК (Петрозаводск) — 3 место в зоне «Север» КФК в 1976 г., «Сокол» (Петрозаводск) — в 1962 г. финалист кубка в зоне «Север».
В чемпионате и кубке Карелии по футболу традиционно сильны были Динамо (Петрозаводск), СКА (Петрозаводск), ОТЗ (Петрозаводск), «Спартак» (Петрозаводск), «Локомотив» (Петрозаводск), «Автомобилист» (Петрозаводск), «Петрозаводскмаш» (Петрозаводск), «Урожай» (Петрозаводск), «Горняк» (Костомукша), «Кондопога», «Ладога» (Сортавала) и другие. Женская футбольная команда «Штурм» в 1991—1992 гг. выступала в высшей лиге советского футбола. Женский футбольный клуб «Ладэнсо», представлявший Питкяранту, выступал в 1998 г. в чемпионате Финляндии. В 2001 г. ФК «Кондопога» победила в первенстве МРО «Северо-Запад», а в 2014 г. команда «Карелия» завоевала кубок и выиграла чемпионат МРО «Северо-Запад».
Традиционный видом спорта в Карелии был хоккей с мячом. На протяжении 1960—1980-х гг. чаще всего первое место в чемпионатах республики занимала команда команда Онежского тракторного завода, под руководством Н. Шогина. С 1957 г. команда участвовала в чемпионатах РСФСР по хоккею с мячом (в 1962 г. Карелию представлял «Бумажник» из Кондопоги). С 7 по 10 января 1994 г. был проведён первый рождественский турнир по ринк-бенди в г. Петрозаводске. Победу одержала ХК «Карелсервисавто» (Петрозаводск), второе место занял «Горняк» из Костомукши, 3-е «Электранс» из Мурманска. Также, с 14 по 16 января в Петрозаводске было проведено перенство России по ринкболу среди женщин, в котором приняла участие петрозаводская команда «Вега». В 1994 г. в чемпионате и кубке россии по ринкболу принимала участие команда «Горняк» из Костомукши. Пять команд «Полёт» (Омск), «Портовик» (Архангельск), «Генерал» (Мытищи), СК «Фили», «Горняк» (Костомукша) — приняли участие в однокруговом турнире.
Получил своё развитие хоккей с шайбой. Наиболее сильными командами были петрозаводские ОТЗ, «Водник», «Строитель», «Пульс» (ДЮСШ-7), костомукшский «Горняк», повенецкий «Гидротехник», кондопожский «Авангард», пяозерский «Кристалл».
В 1960 г. команда СКА (Петрозаводск) заняла 2 место в северной зоне РСФСР
В 1962 г. хоккейный клуб «Динамо» из Петрозаводска выиграл свою зону среди коллективов физической культуры, заняв в финале РСФСР 9 место.
В 1963, 1964, 1966, 1968 г. команда по хоккею с шайбой «Онежец» занимала 1 место в северной зоне.
В Кубке РСФСР по хоккею среди коллективов физической культуры 1978 г. участвовал хоккейный клуб «Строитель», неоднократно побеждавший в чемпионатах и кубках Карельской АССР по хоккею. Команда «Пульс» (Петрозаводск) в 1990—1991 заняла 3 место в 7 территориальной зоне, 1991—1992 — 6 место в 6 зоне чемпионата коллективов физкультуры РСФСР. В сезоне 1992—1993 гг. хоккейная команда «Карелскан» (Петрозаводск) заняла третье место первенстве России среди команд класса «Б», в 2000/2002 гг. команда «Русшина-Инвест» участвовала в первенстве России среди команд второй лиги и заняла I место. В 1997—1998 гг. хоккейный клуб «Пульс» (Петрозаводск) играл во втором хоккейном дивизионе Финляндии.
28 февраля 1970 г. в г. Петрозаводске состоялась товарищеская встреча с командой Валтти Варкаус и сборной Петрозаводска, 1 марта 1970 г. команда Варкауса встретилась с командой Онежского тракторного завода, а 3 марта 1970 г. с молодёжная сборной Карелии.
В 2009 г. двукратный чемпион мира по борьбе самбо среди мастеров петрозаводчанин И. Варавва завоевал золотую медаль на первом официальном чемпионате мира среди мастеров по дзюдо.